# مادن إن إف إل 17
مادن إن إف إل 17 (بالإنجليزية: Madden NFL 17)‏ ، هي لعبة فيديو إلكترونية من نوع رياضة كرة القدم الأمريكية، وهي مرخصة من الاتحاد الأمريكي القومي لكرة القدم، وهي من نشر شركة إي آيه سبورتس، تعمل لأنظمة بلاي ستيشن 4 وبلاي ستيشن 3 وإكس بوكس 360 وإكس بوكس ون.